# Телеведучий (фільм)
Телеведучий (англ. Ringmaster) — американська комедія 1998 року.

## Сюжет
Джеррі — телезірка. Стильний красень у модному костюмі, він міняє жінок, як рукавички. У своєму ток-шоу він дозволяє їм говорити тільки про рецепт нової страви, вихованні дітей і останньому набігу на магазин. Він упевнений — ні на що інше дівчата не здатні.

## У ролях
- Джеррі Спрінгер — Джеррі Фарреллі
- Джеймі Пресслі — Енжел Зорзак
- Вільям МакНамара — Трой Девенпорт
- Моллі Хейген — Конні Зорзак
- Джон Кеподіс — Мел Райлі
- Венді Ракель Робінсон — Старлетта
- Ешлі Голбрук — Віллі
- Тенджи Емброуз — Вонда Сіммонс
- Нікі Мішо — Лешоунетт
- Кріста Тесреу — Катерина Вінікотт
- Доун Максі — Наталі
- Максіміліана — Чарлі, Клер
- Майкл Джей Вайт — Демонд
- Майкл Дудікофф — Расті
- Джеррі Джиллз — Флойд Меркель
- Джейсон Льюїс — Тім
- Рімі Холл — помічник режисера
- Теа Відале — Хуаніта
- Коррін Онге — Дезіре
- М. К. Гейні — водій вантажівки
- Роберт Харві — бізнесмен
- Роксанна Енрайт — вагітна
- Конрад Гуд — сусід
- Ребекка Бруссар — Сюзанна
- Кімберлі Пулліс — Фіона
- Рон Орбах — чоловік у столовій
- Люсія Салліван — дівчина у коледжі 1
- Ніколь Річард — дівчина у коледжі 2
- Джоель Фарар — хлопець в кабіні
- Френк Вудс — ведучий